# خارمینگه
خارمینگه (به هلندی: Garminge) یک منطقهٔ مسکونی در هلند است که در میدن-درنته واقع شده‌است. خارمینگه ۷۰ نفر جمعیت دارد.